# И то и сё
«И то и сё» — русский литературно-художественный сатирический журнал.

## История
Выходил по полулисту с конца января в течение всего 1769 года. Вышло 52 номера, ценой по 2 копейки. Название сперва писалось «И то и сiô», затем «И то и сьо».
Издателем журнала был известный собиратель этнограф М. Д. Чулков; он опубликовал в нём свои стихотворения «На качели», «На масленицу» и др., а в виде приложения к журналу напечатал свою сатирическую поэму «Плачевное падение стихотворцев». Другими сотрудниками журнала были М. И. Попов и А. П. Сумароков. Последнему принадлежат неподписанные пьесы: «Письмо к А. В. (Храповицкому)», «Противоречие г. Примечаеву», «О всегдашней равности в продаже товаров», эпиграммы и несколько загадок. Факт сотрудничества в «И то и сё» С. Башилова, на который указывает А. Неустроев, подлежит сомнению.